# シャトーゲーの戦い
シャトーゲーの戦い（シャトーゲーのたたかい、英:Battle of the Chateauguay）は、米英戦争中の1813年10月26日に、現在のケベック州オームズタウン近くでカナダ軍民兵およびモホーク族インディアン戦士の連合軍とアメリカ軍との間に戦われた戦闘である。カナダ侵攻を目論むアメリカ軍を、数では圧倒的に劣勢なカナダ軍が撃退した。

## アメリカ軍の作戦と動き
1813年遅く、アメリカ合衆国陸軍長官ジョン・アームストロングがモントリオールを占領し、ひいてはアッパー・カナダ全体の確保に繋げようという作戦を立てた。ニューヨーク州サケット港から発進する部隊とシャンプレーン湖のプラッツバーグから発進する部隊がモントリオール市の手前で合流し攻撃を掛ける考えであった。
シャンプレーン湖のアメリカ軍は、7月4日に着任したウエイド・ハンプトン少将が指揮を執った。ハンプトンはこの作戦について幾つかの懸念を抱いていた。バーモント州バーリントンに基地を置くハンプトン軍は訓練が行き届いて居らず、部下の士官も訓練や経験が足りなかった。前進基地であるプラッツバーグは、イギリス海軍が湖を支配しているために、物資の補給が困難であった。最後に、南部の裕福なプランテーション所有者であるハンプトンは、サケット港から師団を率いて発進するジェイムズ・ウィルキンソン将軍を軽蔑していた。ハンプトンは最初ウィルキンソンとの協働作戦を拒否したが、アームストロング自身が作戦指揮を執るとのことだったので、最後は連合遠征隊への参加を説得された。
9月19日、ハンプトン軍は水上をバーリントンからプラッツバーグに移動し、シャンプレーン湖から北への直通路にあるオーデルタウン方面に偵察隊を派遣した。この地域のイギリス軍はかなりの戦力があると判断したハンプトンは、西のシャトーゲー川沿いにあるフォー・コーナーズの町に向かうことにした。
ウィルキンソンの遠征隊が発進準備を終えていなかったので、ハンプトンはそこに10月18日まで留まった。ハンプトンは、遅れによって物資を使い果たし、イギリス軍には十分な戦力を集める時間を与えてしまうことを心配していた。アームストロングからウィルキンソン軍が「概ね」発進準備ができたと連絡が入り、ハンプトン軍はシャトーゲー川を下り始めた。ここで1,400名のニューヨーク州民兵旅団が国境を越えてカナダに侵入することを拒んだので、進軍したのは正規兵2個旅団と200名の騎兵および10門の野砲であった。

## カナダ軍の反攻
イギリス軍は、スイス生まれのルイ・ド・ワッテビル少将を9月17日にモントリオール方面軍指揮官に指名したばかりであった。アメリカ軍が侵攻してくるという情報に接したワッテビルは数隊の民兵部隊の結成を命じた。前哨基地の指揮官チャールズ・ド・サラベリー中佐は既に防衛部隊の組織化を始めていた。ド・サラベリーは地域の農民を多く情報源としており、ハンプトン軍の勢力や動きについて正確な情報を得ていたのに反し、ハンプトンはド・サラベリー軍についてほとんど情報をつかんでいなかった。
ド・サラベリー軍はカナダ人志願兵によって形成されていたが、さらに民兵の選抜大隊を組織した。ド・サラベリーは、部隊兵に命じて、シャトーゲー川が大きく屈曲している所の空き地に倒木を使った障害物、逆茂木を作らせた。その後ろにカナダ・フェンシブルの軽装中隊、志願兵の2個中隊、ボーハーノワからの精鋭民兵中隊および20数名のモホーク族インディアンを配置した。逆茂木の後方1マイル (1.6 km)の浅瀬の守りには、選抜民兵の第2および第3大隊から軽装中隊と他の民兵中隊を配置した。それに続く川沿いの1.5マイル (2.4 km)には志願兵3個中隊、第2選抜民兵大隊および150名のインディアンを配し、ジョージ・マクドネル中佐が指揮を執った。
ド・サラベリーは勝利を確信していたので、上官に行動の詳細を伝えていなかった。ド・ワッテビルは馬で前線に来て、戦闘は始まっていたが、ド・サラベリーの配置に「承認」を与えた。

## 戦闘
ハンプトンは浅瀬があることを知って、２個旅団の中から1,000名をロバート・パーディ大佐に付けて送り、シャトーゲー川の南堤に渡って、イギリス軍の陣地を回り込み、浅瀬を確保することで側面を衝こうと考えた。一方ジョージ・イザード准将が別の旅団からの1,000名を指揮して敵の正面に向かった。他に1,000名が病気であるか、あるいは物資や大砲の護衛のために残された。
パーディ隊が配置に就いた後に、アームストロングからハンプトンに文書が届き、アームストロング自身はアメリカ協働軍全軍の指揮は執らず、ウィルキンソンに預けたこと、およびハンプトンはセントローレンス川沿いに10,000名の冬季宿営地を造るべきことを伝えてきた。反感を抱いていたハンプトンはこの2番目の指示で、年内にモントリオールを攻撃することはないと解釈し、作戦全体が要領を得ないと感じた。ハンプトンは即座に撤退を考えたであろうが、それではパーディ隊が孤立することを意味していた。
パーディ隊は降り注ぐ雨の中を糸杉の湿地を通って惨めな夜の行軍を続けた。10月26日の朝が明けると、ド・サラベリーが浅瀬の守りに配置した部隊と遭遇した。選抜民兵第3大隊の軽装中隊を指揮するデイリー大尉が即座にアメリカ軍に直接攻撃を掛ける一方で、他のカナダ軍部隊は川向こうから攻撃を掛けた。
銃声を聞いたイザード軍は空き地に前進して布陣を布いた。伝説によれば、この時点でアメリカ軍の士官が馬で前に進み出てカナダ軍の降伏を要求した。この士官は休戦の旗を持つことを省略していたので、ド・サラベリー自身が撃ち倒した。
イザードの部隊は着実に逆茂木や樹木に向かって周期的な射撃を始めた。このパレードで使うような戦術はほとんど効果が無かった。守備兵は個別の正確な射撃で反撃したが、アメリカ軍の被害もあまり無かった。カナダ軍の右翼では、フェンシブルの軽装中隊が側面を衝かれて後退したが、ド・サラベリーの命令によるものか民兵の意志によるかはわからないが、予備隊の数個中隊が既に前進を開始していた。これらの部隊は軍隊ラッパを鳴らし歓声を上げ、インディアンの雄叫びを上げた。アメリカ兵は狼狽して、数的に劣っているように錯覚し後退した。ハンプトンは大砲を持ち出して逆茂木を破壊するような命令も下さなかった。パーディ隊が湿地の中での陰気な夜から解放されたとき、アメリカ軍は秩序正しく撤退した。ド・サラベリーは追わせなかった。
ド・サラベリーの最初の損失報告書ではカナダ兵5名の戦死となっていた。その後、この5名の内3名はアメリカ軍の捕虜になっていたことが判明した。
アメリカ軍の損失は事務担当副官の公式報告書で、23名が戦死、33名が負傷、29名が不明であった。ド・サラベリーの報告書ではアメリカ軍捕虜を16名取ったことになっていた。このうち6名は重傷であり病院に収容された。他の10名はケベックの捕虜収容所に送られた。米英戦争の間の戦闘でアメリカ軍の損失における死者の傷者に対する比率は1対3.5であった。公式報告で約40名の負傷者とされているので、23名と記録された戦死者のうち、12名以上は実際に死んだとは思いにくい。残りは事務担当副官の公式報告書が作られた時点で、脱走者か軍隊にまだ戻ってこられなかった者と思われる。しかし、カナダ兵の戦死2名に対して12名という数字は多い数である。

## その後
ハンプトンはフォー・コーナーズまで撤退して作戦会議を開いた。全会一致で決まったことは新たに前進しても成功の機会は無いということだった。さらに、秋の雨で道路が通行不可能になりつつあり、ハンプトン軍の物資が直ぐにも窮乏しそうであった。ハンプトンはプラッツバーグまでの撤退を命じ、参謀士官をウィルキンソンの所に送って事情を報告させた
ウィルキンソン軍はオグデンスバーグの直ぐ上流ホーグスという名の開拓地まで来ており、ここでその報せを聞いた。ウィルキンソンはハンプトンに自軍とウィルキンソン軍に十分な物資を持ってセントローレンス川のコーンウォールまで進軍してくるよう命令を返した。ハンプトンはこの命令が無益であり、完遂できないと確信して従わないことにした。ハンプトンの返信がウィルキンソンに届く前に、ウィルキンソン軍は11月11日のクライスラー農園の戦いで敗北を喫した。ウィルキンソンはハンプトンがコーンウォールまで来るのを拒んだことを口実にして、自軍の進軍を止め、モントリオール攻撃の計画は不名誉な終末となった。ハンプトンは既に辞職願いを提出していた。その後戦場に立つことはなかった。
イギリス軍の方は、シャトーゲーの勝利軍がそのまま陣地を維持し続け、数日間不快な天候にも耐えていた。インディアンがアメリカ軍は撤退しているという報せをもたらしたので、居心地のよい兵士用宿舎に戻ることができた。
短気なド・サラベリーは、ド・ワッテビル将軍とジョージ・プレボスト総督の二人が、やっと戦場に間に合っただけで、戦闘の勝利を二人の手柄にする報告を発したことを知って憤慨した。ド・サラベリーは辞職も考えたが、ケベック議会から公式に感謝状を送られた。